# Come into My World
Come into My World е песен на австралийската певица Кайли Миноуг, издадена като четвъртия сингъл от албума Fever (2001). Песента е написана и продуцирана от Кати Денис и Роб Дейвис. Песента получи като цяло положителни отзиви от музикалните критици, с много обич и наслаждавайки се на лирична съдържание. Песента имаше известен успех по целия свят, и достига до номер четири в родната си Австралия и номер осем във Великобритания.

## Формати и песни
Канадски CD сингъл
1. Come into My World (сингъл версия) – 4:07
2. Come into My World (Fischerspooner Mix) – 4:28

Британски CD 1
1. Come into My World (сингъл версия) – 4:07
2. Come into My World (Ashtrax Mix) – 5:02
3. Come into My World (Robbie Rivera's Hard and Sexy Mix) – 7:01
4. Come into My World (Video)

Британски CD 2
1. Come into My World (сингъл версия) – 4:07
2. Love at First Sight (Live Version 2002 Edit) – 4:19
3. Fever (Live Version 2002) – 3:43

Британски DVD сингъл
1. Come into My World (Kylie Fever Live Video) – 6:12
2. The Making of Come into My World
3. Come into My World (Fischerspooner Mix Slow)